# Fremont Street Experience

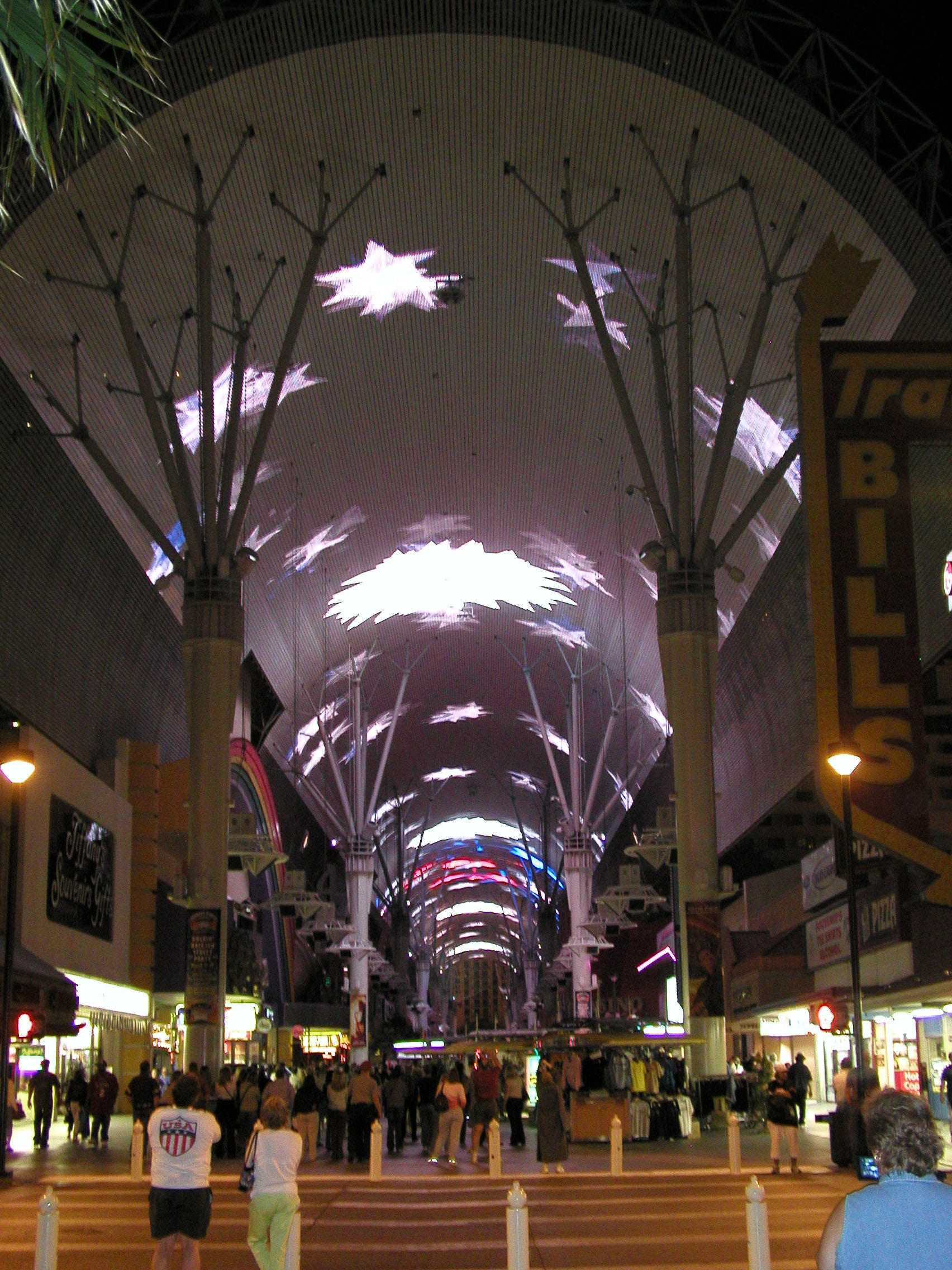
La Experiencia Fremont con las luces apagadas.

Fremont Street Experience (Español: Experiencia de la Calle Fremont) es una calle peatonal y una atracción turística del centro de Las Vegas, Nevada. La Experiencia Fremont ocupa cinco cuadras del área occidental de la Calle Fremont street, incluyendo al área conocida desde hace años como "Glitter Gulch," y algunas partes de la calle adyacente.
La atracción fue construida tipo bóveda de cañón de 90 pies de alto, que cubre un área de cuatro cuadras o aproximadamente de 1500 pies.
Aunque que Las Vegas es conocida por no apagar nunca las luces de sus casinos, cada espectáculo comienza al apagar todas las luces de los edificios, incluyendo los casinos bajo el techo de Fremont Street Experience. Antes del espectáculo, todas las calles que cruzan a la Experiencia Fremont son bloqueadas por razones de seguridad. 
Los conciertos hechos aquí, usualmente son gratis, y hechos en dos escenarios. El lugar se ha convertido en la atracción turística principal del centro de las Vegas, y también es el lugar del famoso Museo de Neon de la calle Fremont y la fiesta anual de Año Nuevo, que compite con los fuegos artificiales reales, al mostrar fuegos artificiales digitales.

## Historia

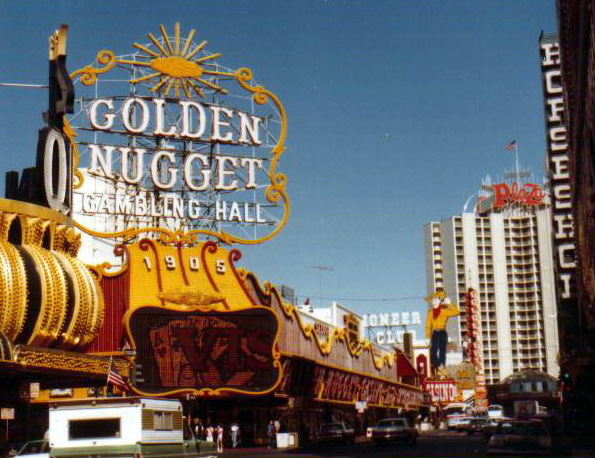
La calle Fremont en 1983.

La calle Fremont es rica en historia, es lugar de los "primeros" hoteles de la ciudad, incluyendo al hotel (el Hotel Nevada en 1906, hasta el presente hotel Golden Gate), e incluso el primer teléfono (1907), la primera calle pavimentada (1925), primera licencia de juegos — otorgada al hotel y casino Northern Club en 15 E. Fremont St, primer semáforo, y el primer elevador (en el Hotel Apalache en 1932). El primer edificio (el Hotel Fremont en 1956). Horseshoe fue el primer casino en instalar alfombras, mientras que, el Golden Nugget fue la primera estructura en ser diseñada exclusivamente a un casino
Durante muchos años, el extremo occidental de la calle Fremont fue la parte más fotografiada por los productores y cineastas de cine cuando querían mostrar las luces de las Vegas. La gran cantidad de letreros de neón hizo que la calle se llamara "Glitter Gulch" o en español "Quebrada destellante".
Freemont Street Experience fue vista en los 1990s como un lugar más para atraer a más personas al área de casinos en el centro de la ciudad de Las Vegas. La Experiencia de la calle Fremont es una empresa cooperativa, propiedad y operada por un grupo de compañías de hoteles y casinos del centro de Las Vegas (comprende 10 hoteles/casinos) como una corporación separada, con la participación permanente de la ciudad ya que la Experiencia se considera un parque municipal.
Fue el primer proyecto del arquitecto Jon Jerde, cuya firma recibió aproximadamente $900 000 de la ciudad de Las Vegas para crear un nuevo concepto en el centro de Las Vegas.[cita requerida] El diseño y plan de Jerde era un desfile flotante suspendido desde el dosel. El nuevo concepto fue aceptado por Freemont Street Experience así como la ciudad de Las Vegas. Al final, el concepto de Jerde fue rechazado.[cita requerida]
El arquitecto local de Actas, la firma de arquitectos Mary Kozlowski Architect, Inc., citó lo siguiente como problemas del concepto de Jon Jerde: 
1. Perspectiva: La vista del desfile desde abajo hace el concepto inviable— para poder ver correctamente el proyecto requeriría que los visitantes tengan un punto de vista desde un área elevada como un tercer o cuarto piso.

1. Viento: La adición de un dosel sobre la calle Fremont podría crear un túnel de viento causando una condición peligrosa para las personas bajo el dosel y podrían quedar atrapadas. También las posibilidades de movimiento armónico en el oscilamiento hacia adelante y hacia atrás de los flotadores provocado por el viento podría dar como resultado el colapso estructural del dosel y causar muertes.

1. Arena: La combinación de la arena del desierto con el sistema mecánico del dosel haría difíciles el mantenimiento.[cita requerida]

Un nuevo concepto para el espectáculo tuvo que ser necesario ya que los fondos para el dosel estaban disponibles y la fecha de apertura ya estaba programada. El concepto para el show como es ahora fue construido por el arquitecto Mary Kozlowski, quien creció en Las Vegas y conocía y quería a la calle Fremont. Fue un gran show de luces bajo el dosel — la más grande y la más espectacular del mundo. Peter Smith, vicepresidente de Atlandia Design, reconoció la belleza y la practicidad de este concepto. Jon Jerde, Fremont Street Experience y la Ciudad de Las Vegas Las Vegas asumió el concepto.[cita requerida]
El concepto de Kozlowski fue usar una combinación de cuatro bombillos de colores por "luz" lo que permitiría un espectro completo de colores. La compañía Young Electric ayudó en la creación de la prueba en los paneles y la instalación final. Después que Fremont Street Experience abrió, cada noche los bombillos fueron inspeccionados para comprobar que todos estuvieran funcionando correctamente. Para cumplir con este enorme compromiso, la longitud del dosel se dividió en paneles. Cada panel fue inspeccionado por separado al encender cada uno de los cuatro bombillos de colores, después un trabajador de mantenimiento subido en un ascensor verifica y reemplaza cada bombillo fundido. El bombillo más caro costó cerca de $15 dólares.
El 7 de septiembre de 1994, una sección de cinco cuadras de la calle Fremont fue cerrada para dar así el inicio de la colocación de la primera piedra el 16 de septiembre, después de eso, las excavaciones en la calle y las instalaciones de los polos de electricidad continuaron hasta diciembre. El 15 de febrero de 1995, el armazón fue traído y empezó a tomar forma. La última pieza fue instalada en julio de 1995. 

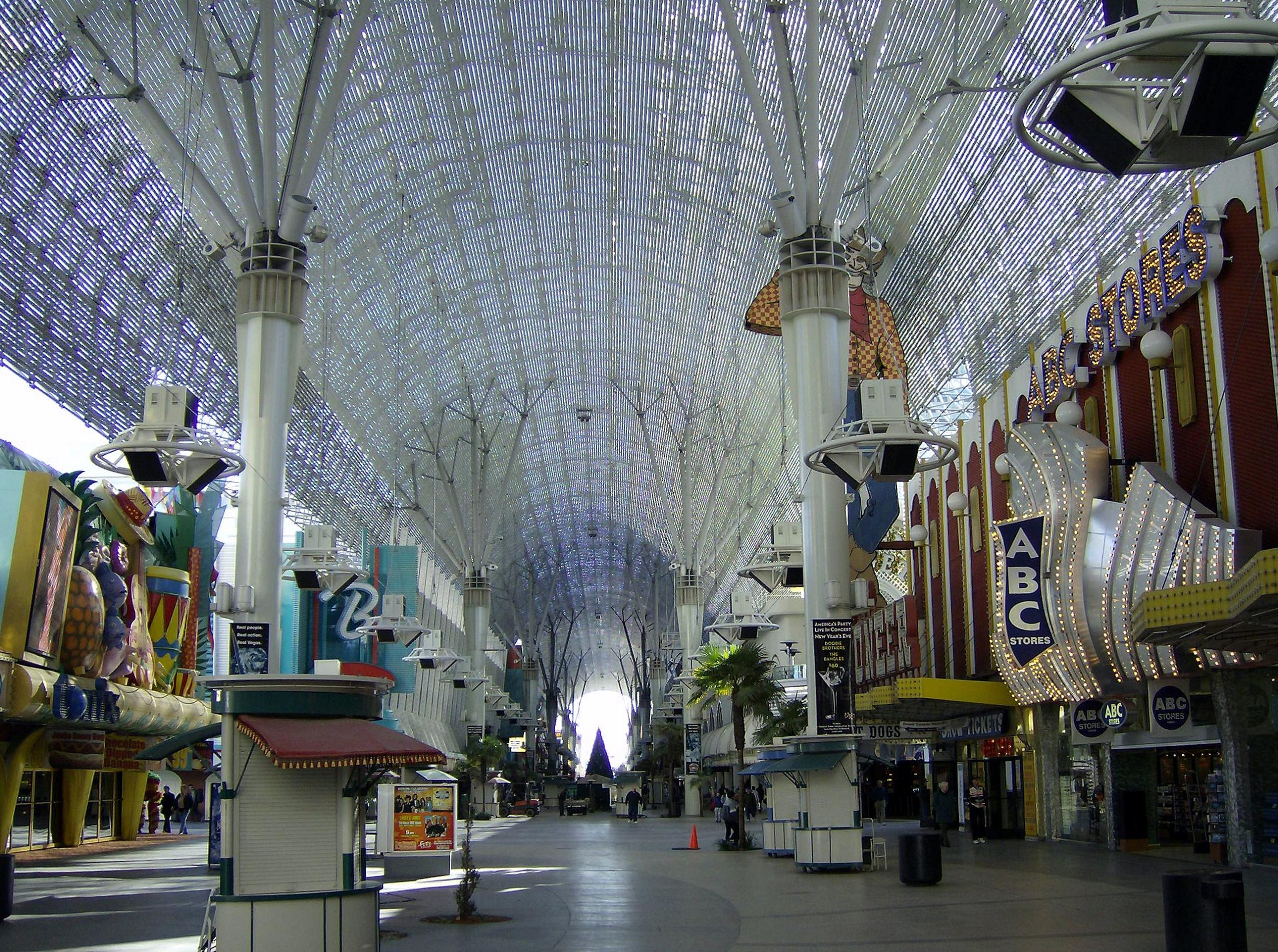
Las luces del dosel de la calle Fremont durante el día.

La previa inauguración oficial fue abierta al público en conjunto con la Sinfonía de Nevada. El show fue abierto un poco más tarde el 14 de diciembre de 1995. La primera fiesta de Año Nuevo fue celebrada el 31 de diciembre de 1995.
El Museo de Neon Museum en Fremont Street Experience abrió en noviembre de 1996 junto con el letrero del hotel Hacienda Horse & Rider localizada entre la intersección de Las Vegas Boulevard y la calle Fremont. El museo exhibe letreros de casinos antiguos y otros letreros de negocios. Por muchos años, la compañía Young Electric almacenaba estos letreros en botadero de basura. Los letreros poco a poco se fueron deteriorando debido a las exposiciones de químicos. El museo está actualmente restaurando los letreros y colocándolos en el contorno de Fremont Street Experience. 
Escenarios permanentes fueron puestos en los años 2000s, eliminando así la necesidad de instalar un escenario en cada evento. El sistema de sonido fue actualizado en junio de 2001.
El 14 de junio de 2004, durante una remodelación de $17 millones se dio a reconocer que la calle tendría 12,5 millones de luces LED y más combinaciones de colores que el anterior, en la cual se conocía con luz incandescentes.

## Características principales

### Viva Visión
El dosel de la pantalla LED, se eleva a 90 pies de altura y se extiende 1400 pies a lo largo del paseo de Fremont Street Experience desde Main Street hasta Fourth Street. 16 columnas sostienen al dosel, cada una pesando entre 26.000 libras y cada una puede sostener hasta 400.000 libras y 43.000 brazos de suspensión.
Una sección compuesta por un quincuagésimo de dosel entero es igual al letrero eléctrico más grande del mundo. Originalmente, alrededor de 2,1 millones de luces incandescentes estuvieron alojados en el dosel. Con la finalización de remodelación de $17 millones de dólares, más de 12 millones de lámparas LED iluminaron al dosel. Dentro del dosel se encuentran 220 altavoces capaces de producir 550.000 vatios de sonido.

### Espectáculo de Luces & Sonido
El espectáculo de Luces & Sonidos son presentados todas las noches empezando en el anochecer. El número de espectáculos presentados fue incrementado durante la remodelación de 2004. Uno de los espectáculos más importantes incluye al "Lucky Vegas" que rinde homenaje a los personajes más famosos de Las Vegas. "Smoke, Speed and Spinning Wheels" da a los visitantes a conocer de cerca a las personas interesadas en deportes de carreras de autos. "Área 51" es un espectáculo sobre una invasión alienígena. "American Freedom"  rinde tributo a los Estados Unidos mientras que "The Drop" lleva a los visitantes en un viaje que empieza con una gota de agua.

### Centro comercial peatonal
Fue creado cuando la calle Fremont estuvo cerrada permanentemente al tráfico vehicular en septiembre de 1994. Cuando las luces y sonido del dosel no están encendidas, música es tocada en todo el centro comercial.

### Estacionamiento Plaza
El estacionamiento Plaza está localizado en el extremo oriental. Tiene una capacidad de 1430 plazas para automóviles y fue construida para aumentar su capacidad de los visitantes en el área del centro de Las Vegas.

### Neonopolis
Neonopolis, se encuentra en el extremo este de la calle peatonal, donde Las Vegas Boulevard South se junta con la calle Fremont, y es un restaurante al aire libre que costó 100 millones de dólares, e incluye tiendas y un complejo de entretenimiento con 14 salas de cine de la franquicia Galazy Theaters. Neopolis es lugar de Poker Dome Challenge.

## Detalles técnicos

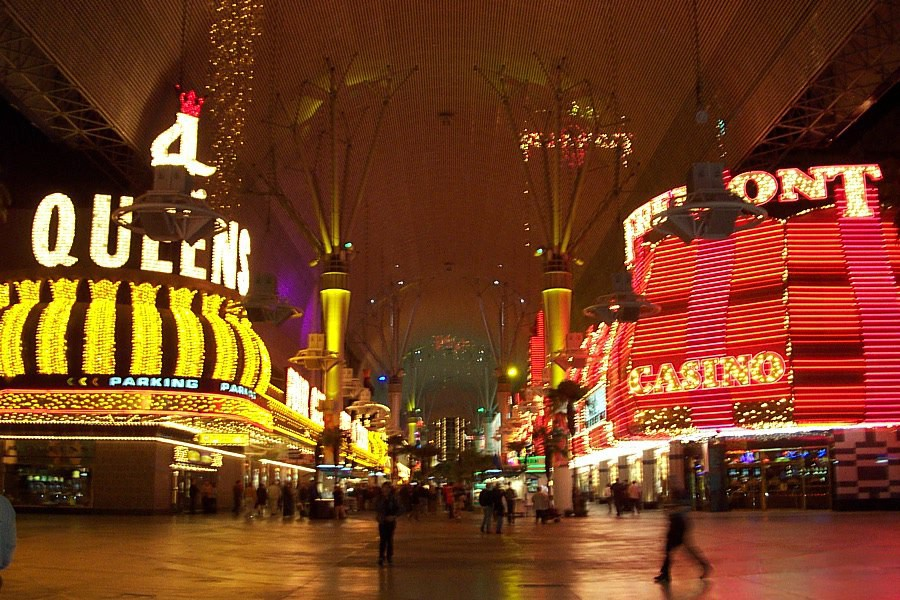
Fremont Street en la noche.

La primera pantalla tenía alrededor de 2,1 millones de bombillos controlado por 32 computadoras localizadas en kioskos del centro comercial. 	
El sistema de sonido, con altavoces suspendida sobre el centro comercial, fue evaluado en 350.000 vatios. Luces de estroboscopio fueron añadidas en algún momento para proporcionar más opciones de entretenimiento en Disco Nights.
Las imágenes reales en la pantallas tomaron mucho tiempo e innovación. Nuevas técnicas se desarrollaron para hacer que las imágenes curvadas de baja resolución, fueran visibles desde el suelo. Un ajuste fue mover las imágenes lentamente a lo largo de la pantalla para evitar que se vieran borrosas.
En la actualización del sistema de sonido en 2001 la electricidad fue aumentada a 550.000 W.
En la actualización de 2004 12,5 millones de luces LED y más colores que la antigua pantalla fueron agregadas. El antiguo sistema de controles fue reemplazado por una central de control usando 10 computadoras.

## Compañías de casinos/hoteles
- Binion's Gambling Hall & Hotel
- Boyd Gaming Corporation:
  - Fremont Hotel and Casino
  - California Hotel and Casino
  - Main Street Station
- Fitzgerald's Casino Hotel
- Four Queens Hotel & Casino
- Golden Gate Hotel and Casino
- Golden Nugget Las Vegas
- Las Vegas Club Hotel & Casino
- Lady Luck Hotel Casino (cerrado) (miembro asociado)